# Dasychira thysanogramma
Dasychira thysanogramma är en fjärilsart som beskrevs av Collenette 1930. Dasychira thysanogramma ingår i släktet Dasychira och familjen tofsspinnare. Inga underarter finns listade i Catalogue of Life.